# Suchitepéquez (tỉnh)

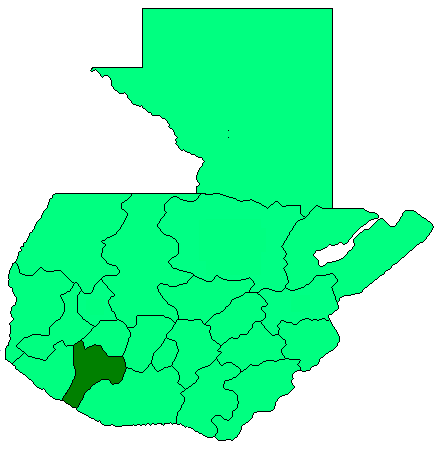
Suchitepequez

Suchitepéquez là một trong 22 tỉnh của Guatemala. Tỉnh lỵ là Mazatenango.
Tỉnh này nằm ở khu vực tây nam Guatemala, phía bắc là Quetzaltenango, Sololá và Chimaltenango, về phía nam là Thái Bình Dương, về phía đông là Escuintla, còn về phía tây là Retalhuleu.

## Các đô thị
1. Chicacao
2. Cuyotenango
3. Mazatenango
4. Patulul
5. Pueblo Nuevo
6. Río Bravo
7. Samayac
8. San Antonio Suchitepéquez
9. San Bernardino
10. San Francisco Zapotitlán
11. San Gabriel
12. San José El Idolo
13. San Juan Bautista
14. San Lorenzo, Suchitepéquez
15. San Miguel Panán
16. San Pablo Jocopilas
17. Santa Bárbara
18. Santo Domingo Suchitepequez
19. Santo Tomás La Unión
20. Zunilito